# Anzelm
Anzelm est prénom hongrois masculin.

## Personnalités portant ce prénom
- Anzelm Gądek, un moine polonais.
- Anzelm Polak, un religieux bernardin.
- Pour l'ensemble des articles sur les personnes portant ce prénom, consulter :
  - la liste des articles dont le titre commence par ce prénom
  - les listes produites par Wikidata : Liste des personnes de prénom « Anzelm » — même liste en incluant les éventuels prénoms composés qui contiennent « Anzelm ».